# 貝蘇斯
貝蘇斯（？—前329年夏季），王位名為阿爾塔薛西斯五世（羅馬化：Artaxšaçāʰ），波斯阿契美尼德王朝巴克特里亞總督，出身波斯阿契美尼德宗室，他後來篡奪大流士三世的王位，於前330年至前329年間統治瀕臨滅國的國家。
作為阿契美尼德王朝宗室，貝蘇斯透過政變奪取大權，並謀害了合法國王大流士三世，篡奪了王位。他繼續領導帝國東部的行省抵抗馬其頓王國亞歷山大大帝的入侵，並以他先前的總督轄區巴克特里亞為其根據地。然而他無法抵禦馬其頓軍的攻勢，很快地他的地盤一一淪陷，自己被迫逃往北方的索格底亞那，最終手下叛變而落入亞歷山大之手。貝蘇斯之後被亞歷山大送到埃克巴坦那處死。

## 名字
古希臘文獻中稱呼他為貝蘇斯，而在11世紀的波斯史詩列王紀中，他被稱為雅努希巴（Janusipar）或雅努山亞（Janushyar）。「貝蘇斯」（Βήσσος）一名是根據古希臘文音譯而來的中文譯名，其古希臘文又由古波斯語名字*Bayaçā音譯。王位名「阿爾塔薛西斯」則是從拉丁語音譯，其拉丁文又是從古希臘語 而來，其原型是古波斯語的名字（Artaxšaçā）而來，其原意為「透過真理之神阿沙來統治」。這個名字也有其他語言的版本，如埃蘭語中的Ir-tak-ik-ša-iš-ša或 Ir-da-ik-ša-iš-ša、阿卡德語中的Ar-ta-ʾ-ḫa-šá-is-su、中古波斯語和現代波斯語的Ardašīr。

## 總督
除了知道貝蘇斯是阿契美尼德王朝宗室外，史料對於他的家世背景等資訊不得而知，在波斯萬王之王大流士三世統治期間，他擔任巴克特里亞的行省總督。巴克特里亞是帝國東部的一個重要行省，大約在前545–540年開始被納入帝國的統治之下，該地人口繁多物產豐沛，現代考古發掘顯示當時該地區在農業、貿易、商業和手工藝品上各方面都蓬勃發展。帝國也因此對該地區相當重視，巴克特里亞行省總督的職位在某些狀況下，在帝國中似乎擁有「東部副王」相等地位。
作為巴克特里亞行省總督，貝蘇斯的統治範圍往北可以延伸至索格底亞那，向東可以至印度接壤的地區，並設法讓中亞伊朗游牧民族的塞迦人、大益人和馬薩革泰人效忠自己。透過重要的巴克特里亞行省總督之位，貝蘇斯自身影響力擴及東部其他行省總督，根據伊朗學學者的理查德·福爾茨的說法，帝國東部幾個行省轄區實際上成為貝蘇斯的私人領地。隨著波斯帝國在前333年的伊蘇斯戰役中被馬其頓國王亞歷山大大帝擊敗後，萬王之王大流士三世命令貝蘇斯率領行省軍隊前來與自己會合，來協助抵禦入侵者。 
貝蘇斯後來參與了前331年與亞歷山大大帝對決的高加米拉戰役，此戰中貝蘇斯統率波斯的左翼部隊，除了以巴克特里亞軍外，旗下還有索格底亞那、印度等地區部隊，還有他的塞迦盟軍。戰役中他率領波斯左翼巴克特里亞騎兵，意圖削弱亞歷山大在該側翼的進攻，之後隨著波斯軍潰敗，他跟隨著大流士三世在逃往米底亞埃克巴坦那。經過兩次大敗，大流士三世威望降至谷底，貝蘇斯與波斯權貴、其他東方總督等密謀準備政變，參與者有禁衛軍統帥（chiliarch）納巴爾贊斯和阿拉霍西亞兼德蘭吉亞那行省總督巴散提斯等人。貝蘇斯他們在前330年中葉發動政變，成功把大流士挾持，可能是因為貝蘇斯具有宗室身分，他被推為全軍領袖，繼續領導阿契美尼德帝國抵抗亞歷山大入侵的事業。亞歷山大在得知波斯帝國權力動盪，他趁機以「討伐貝蘇斯」為藉口來爭取其他波斯貴族支持，並全力往貝蘇斯所在地進攻。因為無法抗衡馬其頓軍的攻勢，貝蘇斯與其他合謀者把大流士關在馬車中用金鎖困著，一同挾持著往東方逃去，但因為亞歷山大親自率領的追兵追得太急，貝蘇斯等人在前330年7月於赫卡通皮洛斯附近被迫捨去大流士來爭取時間，他們臨走前刺死了大流士，並把遺體丟在路邊隨即逃走。亞歷山大很快就發現了大流士的遺體，並以皇家規格把他厚葬在波斯波利斯。

## 篡位

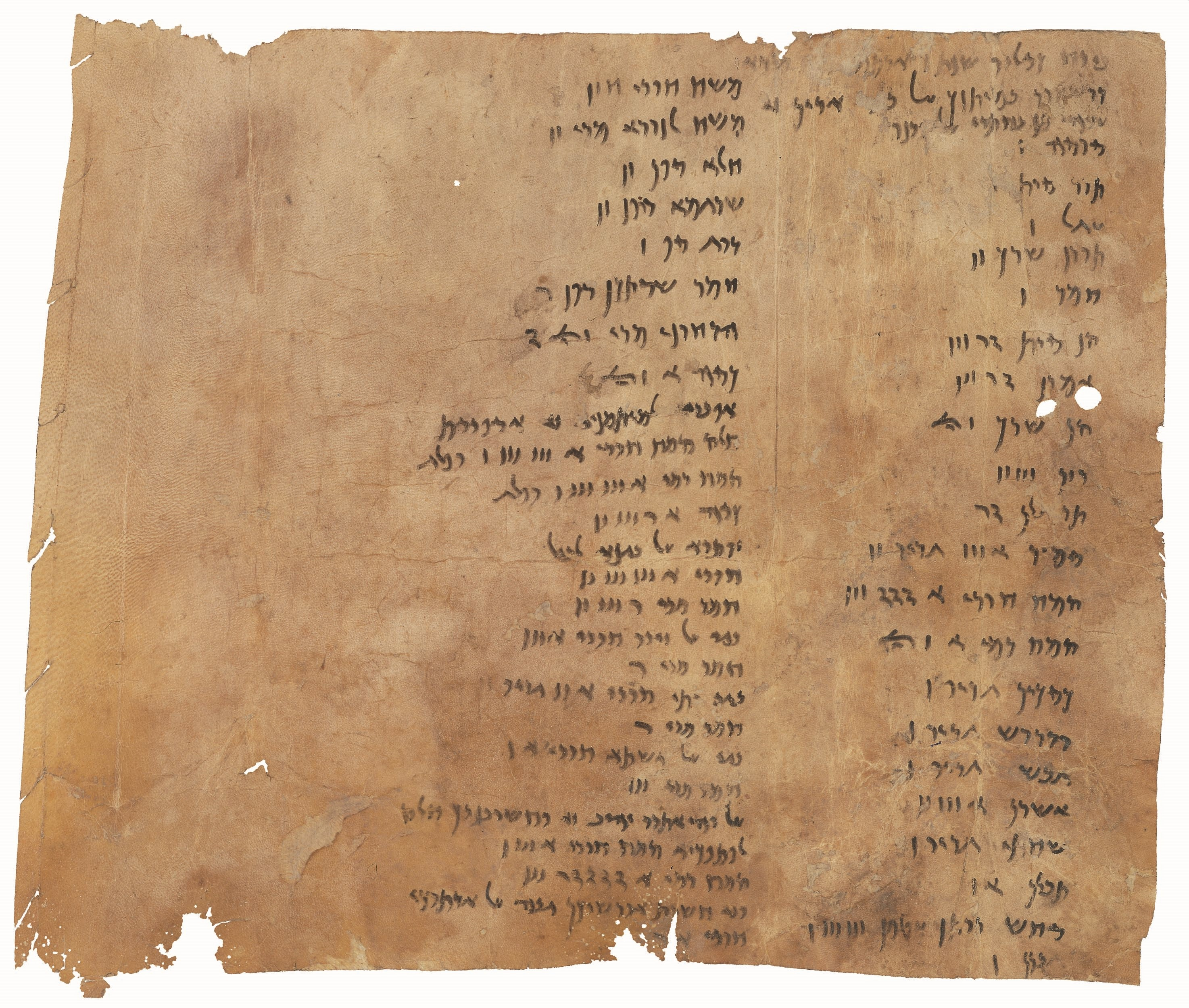
阿契美尼德帝國的官方管理文書，顯示為前330年11月-12月間，為貝蘇斯準備的物品清單

在前330年秋季，貝蘇斯在巴克特里亞首府巴克特拉自立為阿契美尼德帝國萬王之王，王位名為阿爾塔薛西斯五世。貝蘇斯他試圖統整帝國殘餘的東部地區來抵抗亞歷山大，他的勢力除了根據地巴克特里亞地區外，他還依靠索格底亞那地方官員斯皮塔米尼斯和奧克夏特斯來掌控該地。其他帝國行省總督如阿里亞行省總督薩提巴贊斯、阿拉霍西亞兼德蘭吉亞那行省總督巴散提斯也效忠於他，而政變功臣納巴爾贊斯被他任命為希爾卡尼亞兼帕提亞行省總督。他的勢力還算上印度西部的地區，此外北邊中亞的伊朗遊牧民族部落也是他的盟友。貝蘇斯的登基以及馬其頓軍在中亞地區遭遇激烈的抵抗，給了亞歷山大新的難題。如果馬其頓人未能快速擊敗貝蘇斯，他篡奪的王位就會逐漸被波斯人所認可而被視為王位接替，這會讓大流士三世的死變得無關緊要。隨著馬其頓軍快速進擊，貝蘇斯的帝國很快就分崩離析，納巴爾贊斯在絕望下向亞歷山大投降，並在巴戈阿斯幫忙下被亞歷山大赦免。薩提巴贊斯在貝蘇斯出手援救前，於前329年被馬其頓軍擊敗而被殺，同時巴散提斯也在馬其頓軍的壓力下逃往印度來躲避追捕。
根據前一世紀古希臘歷史學家西西里的狄奧多羅斯記載，貝蘇斯計畫透過堅壁清野的方式抵抗敵人，他力促當地居民捍衛家園，如此他不僅聚集了一支8,000名巴克特里亞人所組成的軍隊，還擁有一支高加米拉戰役後的波斯殘軍。隨著亞歷山大率軍翻越興都庫什山脈來到巴克特里亞的消息傳來，他的士兵缺乏軍心無法抵禦而四散逃離。貝蘇斯無法阻止馬其頓軍進入巴克特里亞核心腹地，自己率領小部隊渡過烏滸水逃往索格底亞那，有意依靠索格底亞那人、花剌子模（Chorasmia）人和居於錫爾河以北的塞迦人等盟友。但貝蘇斯未堅守根據地而倉皇地逃亡的表現，更使巴克特里亞支持者對他離心，現代歷史學者沃爾德瑪·赫克爾推測貝蘇斯實際上並未受到群眾特別廣泛支持，加上他的核心部下不是已被敵人所殺就是逃走，巴克特里亞和索格底亞那一地的地方官員或當地豪族發覺他們已被貝蘇斯拋棄而孤立，至少他們很大機率來看，戰爭勝利已經覺得不可能了。

## 處死

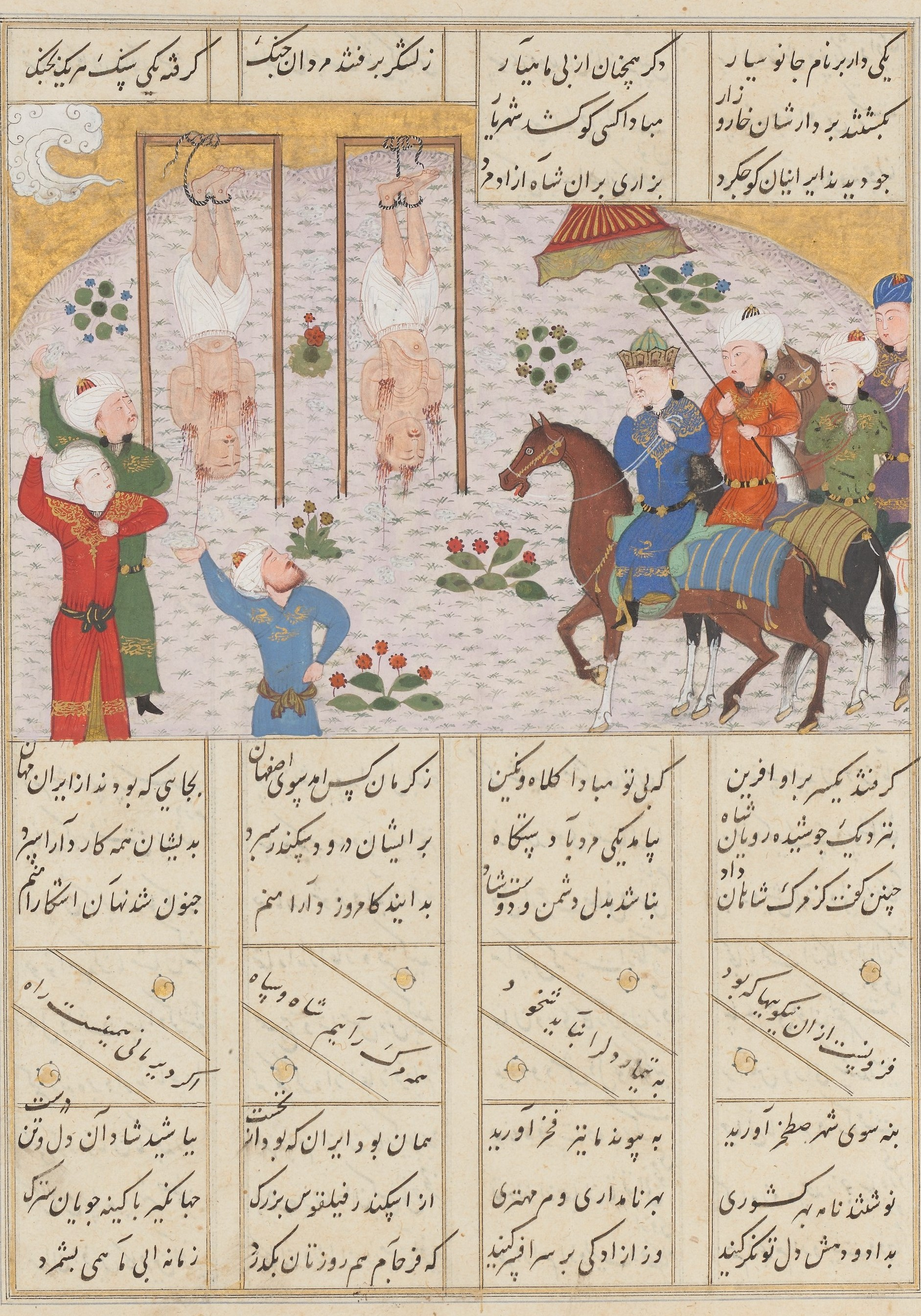
「伊斯坎达尔（亞歷山大）處死殺害波斯王達拉（Dara，即大流士三世）的兇手雅努山亞（Janushyar，即貝蘇斯）和馬希亞（Mahiyar）」，出自設拉子一本1482年的菲爾多西《列王紀》一頁手稿

亞歷山大自從高加米拉戰役獲勝後，就表現與波斯帝國君主一樣，後來多次在公開場合冠上“亞洲之王”的稱號。從亞歷山大戰後表現顯示他打算延續阿契美尼德帝國的政治體制，也意味著中亞地區的貴族豪門首領可以繼續維持舊有的權力和地位。此外，亞歷山大不僅赦免了他以前的許多敵人，還讓他們恢復原職或重新任命為行省總督，因此中亞的豪族首領們認為篡位的貝蘇斯對自己的權位有較大的威脅。在眾叛親離下，貝蘇斯在诺塔卡（Nautaca）被自己的將領斯皮塔米尼斯、达塔弗尼斯（Dataphernes）和卡塔尼斯（Catanes）背叛而被拘禁，準備要出賣轉交給馬其頓人。貝蘇斯在一個小村莊被斯皮塔米尼斯、达塔弗尼斯給引渡出去，由亞歷山大命令自己的親信將領托勒密前去接收俘虜，最終貝蘇斯全身裸體被綁著回來。貝蘇斯最終被判公開行刑，依據波斯傳統對待叛徒的方式處死，地點可能是巴克特里亞或埃克巴坦那。首先他先被施行鞭刑，然後耳朵和鼻子被砍掉，被凌迟处死。過程由大流士的兄弟歐克西亞提斯來安排和監督行刑。

## 波斯文獻記載
貝蘇斯在11世紀的波斯史詩列王紀中出現，他被稱為雅努希巴（Janusipar）或雅努山亞（Janushyar）。在發覺無法抵禦伊斯坎达尔（亞歷山大）的進攻，雅努山亞與馬希亞（Mahiyar，即納巴爾贊斯）合謀殺了波斯王達拉，之後安排與伊斯坎达尔會面，意圖停戰。但最終伊斯坎达尔在波斯王達拉的葬禮上殺了雅努山亞與馬希亞。

## 註腳
1. ↑  Tavernier 2007，第149頁.
2. ↑  Tuplin 2020，第149頁.
3. ↑  Schmitt 1986，第654–655頁.
4. ↑  Frye 1983，第178頁.
5. ↑  Wiesehöfer 1986，第371–376頁.
6. ↑  Briant 2002，第871頁.
7. 1 2 3 4 5 6 7  Weiskopf 1989，第174–175頁.
8. 1 2  Olbrycht 2021，第45頁.
9. ↑  Foltz 2019，第35頁.
10. 1 2 3  Heckel 2006，第71頁.
11. ↑  阿里安, Chapter VIII.
12. ↑  Heckel 2020，第164頁.
13. ↑  Binder 2021，第469頁.
14. ↑  EIr. 1994，第51–54頁.
15. ↑  Kuhrt & Sancisi-Weerdenburg 2006.
16. 1 2  Heckel 2006，第171頁.
17. ↑  Heckel 2020，第171頁.
18. ↑  Heckel 2020，第167頁.
19. 1 2  Heckel 2006，第72頁.
20. ↑  Heckel 2006，第69頁.
21. ↑  Heckel 2020，第175頁.
22. 1 2  Stark 2021，第702頁.
23. 1 2  Heckel 2020，第176頁.
24. ↑  Heckel 2020，第176–177頁.
25. ↑  Heckel 2020，第177–178頁.
26. ↑  Heckel 2020，第178頁.
27. ↑  Nawotka 2021，第479頁.
28. ↑  Briant 2015，第394頁.
29. ↑  Briant 2015，第404頁.